# Zăbalț
Zăbalț – wieś w Rumunii, w okręgu Arad, w gminie Ususău. W 2011 roku liczyła 263 mieszkańców. 